# Simon van Beers
Simon van Beers (Tilburg, 2 juni 1994) is een Nederlands voetballer die als doelman speelt. 

## Clubcarrière
Simon van Beers maakte op 4 augustus 2013 zijn debuut in het betaald voetbal tegen zijn oude club Willem II (2-2). Hij verving Bruno Appels die geblesseerd het veld moest verlaten. Op 1 augustus 2014 tekende hij een contract bij Achilles '29, waar hij tweede doelman achter Leon ter Wielen werd. Op 25 september debuteerde hij voor Achilles, hij mocht in de basis beginnen in de KNVB bekerwedstrijd tegen FC Twente. Hoewel de semi-profs met 1-3 onderuit gingen, werd Van Beers geprezen voor zijn sterke optreden. In de laatste wedstrijd van het seizoen mocht Van Beers zijn competitiedebuut maken voor De Groesbekers: tegen Jong FC Twente moest hij het enige doelpunt van de wedstrijd doorlaten. Op 31 december 2016 werd hij met nog drie spelers teruggezet naar het beloftenteam. Op 31 januari 2017 liet hij zijn contract ontbinden om vervolgens voor FC Lienden te gaan spelen in de tweede divisie. In 2018 ging hij naar SteDoCo. Een seizoen daarna speelde hij bij VOAB.

### Statistieken
| Seizoen                       | Club         | Land      | Competitie     | Competitie | Competitie | Beker | Beker | Totaal | Totaal |
| Seizoen                       | Club         | Land      | Competitie     | Wed.       | Dlp.       | Wed.  | Dlp.  | Wed.   | Dlp.   |
| ----------------------------- | ------------ | --------- | -------------- | ---------- | ---------- | ----- | ----- | ------ | ------ |
| 2011/12                       | FC Den Bosch | Nederland | Eerste divisie | 0          | 0          | 0     | 0     | 0      | 0      |
| 2012/13                       | FC Den Bosch | Nederland | Eerste divisie | 0          | 0          | 0     | 0     | 0      | 0      |
| 2013/14                       | FC Den Bosch | Nederland | Eerste divisie | 4          | 0          | 0     | 0     | 4      | 0      |
| 2014/15                       | Achilles '29 | Nederland | Eerste divisie | 1          | 0          | 1     | 0     | 2      | 0      |
| 2015/16                       | Achilles '29 | Nederland | Eerste divisie | 0          | 0          | 0     | 0     | 0      | 0      |
| 2016/17                       | Achilles '29 | Nederland | Eerste divisie | 0          | 0          | 0     | 0     | 0      | 0      |
| Totaal                        | Totaal       | Totaal    | Totaal         | 5          | 0          | 1     | 0     | 6      | 0      |
| Bijgewerkt op 31 januari 2017 |              |           |                |            |            |       |       |        |        |

## Trivia
- De broer van Van Beers, Casper, is ook een voetballer. Ook hij speelde tot 2014 bij FC Den Bosch.